# Arrondissement de Montdidier
L'arrondissement de Montdidier est une division administrative française, située dans le département de la Somme et la région Hauts-de-France.
Ses bureaux sont installés depuis l'automne 2018 au 41 rue Jean Jaurès à Montdidier, dans un pôle administratif qui regroupe en outre des services du conseil régional, de l’éducation nationale et de la Caisse primaire d’assurance maladie (CPAM)

## Composition

### Composition avant 2015
- canton d'Ailly-sur-Noye
- canton de Montdidier
- canton de Moreuil
- canton de Rosières-en-Santerre
- canton de Roye

### Découpage communal depuis 2015
Depuis 2015, le nombre de communes des arrondissements varie chaque année soit du fait du redécoupage cantonal de 2014 qui a conduit à l'ajustement de périmètres de certains arrondissements, soit à la suite de la création de communes nouvelles. Le nombre de communes de l'arrondissement de Montdidier est ainsi de 132 en 2015, 132 en 2016, 111 en 2017 et 109 en 2019.
Au 1er janvier 2024, l'arrondissement groupe les 109 communes suivantes :
1. Ailly-sur-Noye
2. Andechy
3. Armancourt
4. Arvillers
5. Assainvillers
6. Aubercourt
7. Aubvillers
8. Ayencourt
9. Balâtre
10. Beaucourt-en-Santerre
11. Becquigny
12. Berteaucourt-lès-Thennes
13. Beuvraignes
14. Biarre
15. Bouillancourt-la-Bataille
16. Boussicourt
17. Braches
18. Bus-la-Mésière
19. Cantigny
20. Le Cardonnois
21. Carrépuis
22. Cayeux-en-Santerre
23. Champien
24. Chaussoy-Epagny
25. Chirmont
26. Cottenchy
27. Coullemelle
28. Courtemanche
29. Crémery
30. Cressy-Omencourt
31. Damery
32. Dancourt-Popincourt
33. Davenescourt
34. Démuin
35. Domart-sur-la-Luce
36. Dommartin
37. L'Échelle-Saint-Aurin
38. Erches
39. Ercheu
40. Esclainvillers
41. Étalon
42. Ételfay
43. La Faloise
44. Faverolles
45. Fescamps
46. Fignières
47. Flers-sur-Noye
48. Folleville
49. Fonches-Fonchette
50. Fontaine-sous-Montdidier
51. Fouencamps
52. Fransures
53. Fresnoy-en-Chaussée
54. Fresnoy-lès-Roye
55. Goyencourt
56. Gratibus
57. Grivesnes
58. Grivillers
59. Gruny
60. Guerbigny
61. Guyencourt-sur-Noye
62. Hailles
63. Hallivillers
64. Hangard
65. Hangest-en-Santerre
66. Hattencourt
67. Herly
68. Ignaucourt
69. Jumel
70. Laboissière-en-Santerre
71. Laucourt
72. Lawarde-Mauger-l'Hortoy
73. Liancourt-Fosse
74. Lignières
75. Louvrechy
76. Mailly-Raineval
77. Malpart
78. Marché-Allouarde
79. Marestmontiers
80. Marquivillers
81. Mesnil-Saint-Georges
82. Mézières-en-Santerre
83. Montdidier
84. Moreuil
85. Morisel
86. La Neuville-Sire-Bernard
87. Piennes-Onvillers
88. Le Plessier-Rozainvillers
89. Le Quesnel
90. Quiry-le-Sec
91. Remaugies
92. Rogy
93. Roiglise
94. Rollot
95. Rouvrel
96. Roye
97. Rubescourt
98. Saint-Mard
99. Sauvillers-Mongival
100. Sourdon
101. Thennes
102. Thory
103. Tilloloy
104. Trois-Rivières
105. Verpillières
106. Villers-aux-Érables
107. Villers-lès-Roye
108. Villers-Tournelle
109. Warsy

## Démographie
En 2022, l'arrondissement comptait 46 804 habitants.
| 1968   | 1975   | 1982   | 1990   | 1999   | 2006   | 2011   | 2016   | 2021   |
| ------ | ------ | ------ | ------ | ------ | ------ | ------ | ------ | ------ |
| 46 895 | 47 133 | 48 278 | 49 643 | 51 644 | 53 537 | 55 941 | 47 700 | 46 920 |

| 2022   | - | - | - | - | - | - | - | - |
| ------ | - | - | - | - | - | - | - | - |
| 46 804 | - | - | - | - | - | - | - | - |

## Administration
| Période          | Période                     | Identité                          | Fonction précédente | Observation                                                                                    |
| ---------------- | --------------------------- | --------------------------------- | ------------------- | ---------------------------------------------------------------------------------------------- |
| 4 avril 1800     | août 1815                   | Firmin Paul Félix Lendormy        |                     | ancien avocat, puis maire de Montdidier de 1819 à 1924                                         |
| avril 1992       | août 1993                   | Pierre Calzat                     |                     |                                                                                                |
| août 1993        | juillet 1995                | Françoise Toussaint               |                     | administrateur civil détachée                                                                  |
| août 1995        | septembre 1998              | Marie-Pierre Viard                |                     | conseiller du corps des tribunaux administratifs et des cours administratives d'appel détachée |
| mai 1999         | octobre 2002                | Bruno Sourd                       |                     |                                                                                                |
| février 2003     | mars 2005                   | Patrick Herole                    |                     | commissaire principal de la police nationale détaché en qualité de sous-préfet                 |
| juillet 2005     | septembre 2007              | Maurice Daccord                   |                     | directeur d'hôpital                                                                            |
| avril 2008       | septembre 2010              | Philippe Fournier-Montgieux       |                     |                                                                                                |
| septembre 2010   | 2 septembre 2014 (retraité) | Bernard Florin                    |                     |                                                                                                |
| 4 septembre 2014 | mars 2017                   | Colette Von Tokarski, née Beaunay |                     |                                                                                                |
| mars 2017        | 29 novembre 2017            | Odile Bureau                      |                     | sous-préfète de Péronne et sous-préfète par intérim de Montdidier                              |
| 22 mai 2018      | 15 juin 2020                | Bernard Musset                    |                     | sous-préfet de Péronne et de Montdidier                                                        |
| 1er août 2021    |                             | Valérie Saintoyant                |                     | sous-préfète de Péronne et de Montdidier                                                       |
|                  |                             |                                   |                     |                                                                                                |